# Новобасманный путепровод
Новобасма́нный путепрово́д — инфраструктурный объект в Москве, «развязывающий» в двух уровнях Новую Басманную улицу и Алексеевскую соединительную линию.

## Расположение
Сооружение находится над путями перегона Каланчевская—Курский вокзал линии МЦД-2 и будущей линии МЦД-4 «Апрелевка — Железнодорожная».

## История
- 1964 год — сооружён на месте старого путепровода.
- 2000 год — реконструирован.

## Характеристики
- Основной пролёт = м
- Общая длина:
- Ширина моста =

У путепровода с обеих сторон имеются тротуары и перила.